# Keshavanahatti, Malur
Keshavanahatti là một làng thuộc tehsil Malur, huyện Kolar, bang Karnataka, Ấn Độ.